# Casa dels Sant Romà (Besalú)
La Casa dels Sant Romà és una obra de Besalú (Garrotxa) protegida com a Bé Cultural d'Interès Local.

## Descripció
Les restes d'antics finestrals, desfigurats, juntament amb els carreus ben tallats del parament i una teoria d'arcades de mig punt, denoten una mansió que en el seu dia fou senyorial.

## Història
Sembla que només una generació de la família dels Sant-Romà amb els seus descendents varen ocupar la casa del carrer Salvador Vilarrassa. El cavaller Bernat de Sant-Romà, propietari també de la torre Torell fou el qui adquirí la casa que, a partir del 1348 va passar a tenir altres propietaris a conseqüència de l'extinció de la família.